# 奧薩特氣體分析儀

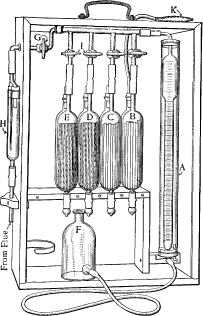
奧薩特分析儀

奧薩特氣體分析儀（英語：Orsat gas analyser）是一種實驗室設備，用於分析氣體樣本（通常是化石燃料產生的煙道氣）中的氧氣、一氧化碳和二氧化碳含量。儘管很大程度上被現代儀器技術所取代，其仍然是一種可靠的測量方法，並且使用起來相對簡單。
該設備由路易斯·奧薩特發明，他於1875年在 Annales des Mines 中報導了這個設備。1873 年，托馬斯·埃格爾斯頓有一份對其較早的報告。

## 構造
該設備包括一個進氣閥，進氣閥將氣體送入經過校準的水或甘油夾套氣體滴定管中，然後該滴定管透過管道連接到兩個或多個吸收瓶，這些吸收瓶含有可以吸收其被測量氣體的溶液。進氣閥和每個吸收瓶都裝有旋塞閥門，以精確控制氣體在設備中的移動。為了安全和便攜性，該設備通常裝在一個帶把手的木箱中。常見的吸收劑有：
- 氫氧化鉀，用於吸收二氧化碳
- 鄰苯三酚，用於吸收氧氣
- 氯化亞銅，用於吸收一氧化碳

任何剩餘的氣體都被假定為氮氣，儘管可以使用其他吸收劑或容器來隔離其他氣體。例如石棉中的鉑可用於確定樣品中的氫氣含量，Fischer 型奧薩特氣體分析儀使用鉑電極將剩餘氣體與氫氣混合爆炸。
氣體滴定管的底部連接到一個水平瓶，水平瓶通常裝有略微酸化的水和指示劑（通常是甲基橙）用於著色。加入水中的少量酸可以降低二氧化碳的溶解度。水平瓶可以升降以便在恆定壓力下讀取讀數，並將氣體轉移到含有不同吸收介質的吸收瓶中，或從吸收瓶中移出。氣體在儀器的移動完全由水平瓶和各種旋塞閥控制。

## 分析方法
透過橡膠管排列，待分析氣體被吸入滴定管中並多次沖洗。為方便計算，通常會抽取100mL氣體到主滴定管中，並調整水平瓶的高度，直到其液面與滴定管相同。這樣確保樣品的體積已知，且處於與房間壓力保持平衡的狀態。水或甘油套管進一步確保樣品保持在室溫下。然後透過打開進氣閥並提高水平瓶，將氣體通入氫氧化鉀滴定管。這會將水虹吸入滴定管，並將氣體推入吸收瓶中。將氣體靜置約兩分鐘，然后抽出，通过進氣阀隔离剩余气体。然後重複此過程以確保充分吸收。之後再次調整水平瓶，直到兩個容器的液面相等，並測量新的氣體體積。新體積表示吸收的二氧化碳百分比，如果最初有100mL氣體，吸收後的樣本含有88mL氣體，則應記錄為12％的二氧化碳。對於氧氣使用鄰苯三酚，對於一氧化碳使用氯化亞銅，重複相同的方法，但取決於任何其他吸收介質，該過程可能會有所不同。如氫氧化鉀還會吸收二氧化硫，因此測量二氧化硫的步驟需要首先進行。

## 延伸閱讀
- Boiler House and Power Station Chemistry: Wilfred Francis, 1955
- A Textbook of Quantitative Inorganic Analysis: Arthur I Vogel, 1961.
- Burgess H. Jennings. Internal Combustion Engines Analysis and Practice, 1944.
- A. Meyer. The Combustion Gas Turbine. Mechanical Engineering, Vol 61, 1939.

## 外部連結
- Chemical Absorption Reaction in orsat apparatus